# Flustrina
Flustrina zijn een onderorde van mosdiertjes (Bryozoa) uit de orde van de Cheilostomatida. De wetenschappelijke naam ervan werd in 1868 voor het eerst geldig gepubliceerd door Smitt.

## Superfamilies
- Adeonoidea Busk, 1884
- Arachnopusioidea Jullien, 1888
- Bifaxarioidea Busk, 1884
- Buguloidea Gray, 1848
- Calloporoidea Norman, 1903
- Catenicelloidea Busk, 1852
- Cellarioidea Fleming, 1828
- Celleporoidea Johnston, 1838
- Chlidoniopsoidea Harmer, 1957
- Conescharellinoidea Levinsen, 1909
- Cribrilinoidea Hincks, 1879
- Didymoselloidea Brown, 1952
- Euthyriselloidea Bassler, 1953
- Flustroidea Fleming, 1828
- Hippothooidea Busk, 1859
- Lepralielloidea Vigneaux, 1949
- Lunulitoidea Lagaaij, 1952
- Mamilloporoidea Canu & Bassler, 1927
- Microporoidea Gray, 1848
- Monoporelloidea Hincks, 1882
- Pseudolepralioidea Silén, 1942
- Schizoporelloidea Jullien, 1883
- Scorioporoidea † Gordon, 2002
- Siphonicytaroidea Harmer, 1957
- Smittinoidea Levinsen, 1909
- Urceoliporoidea Bassler, 1936
- Superfamilie incertae sedis
  - Familie Bicorniferidae Keij, 1977
  - Familie Coscinopleuridae † Canu, 1913
  - Familie Fusicellariidae † Canu, 1900
  - Familie Skyloniidae † Sandberg, 1963

### Synoniemen
- Batoporoidea → Conescharellinoidea Levinsen, 1909